# Nils Lundgren

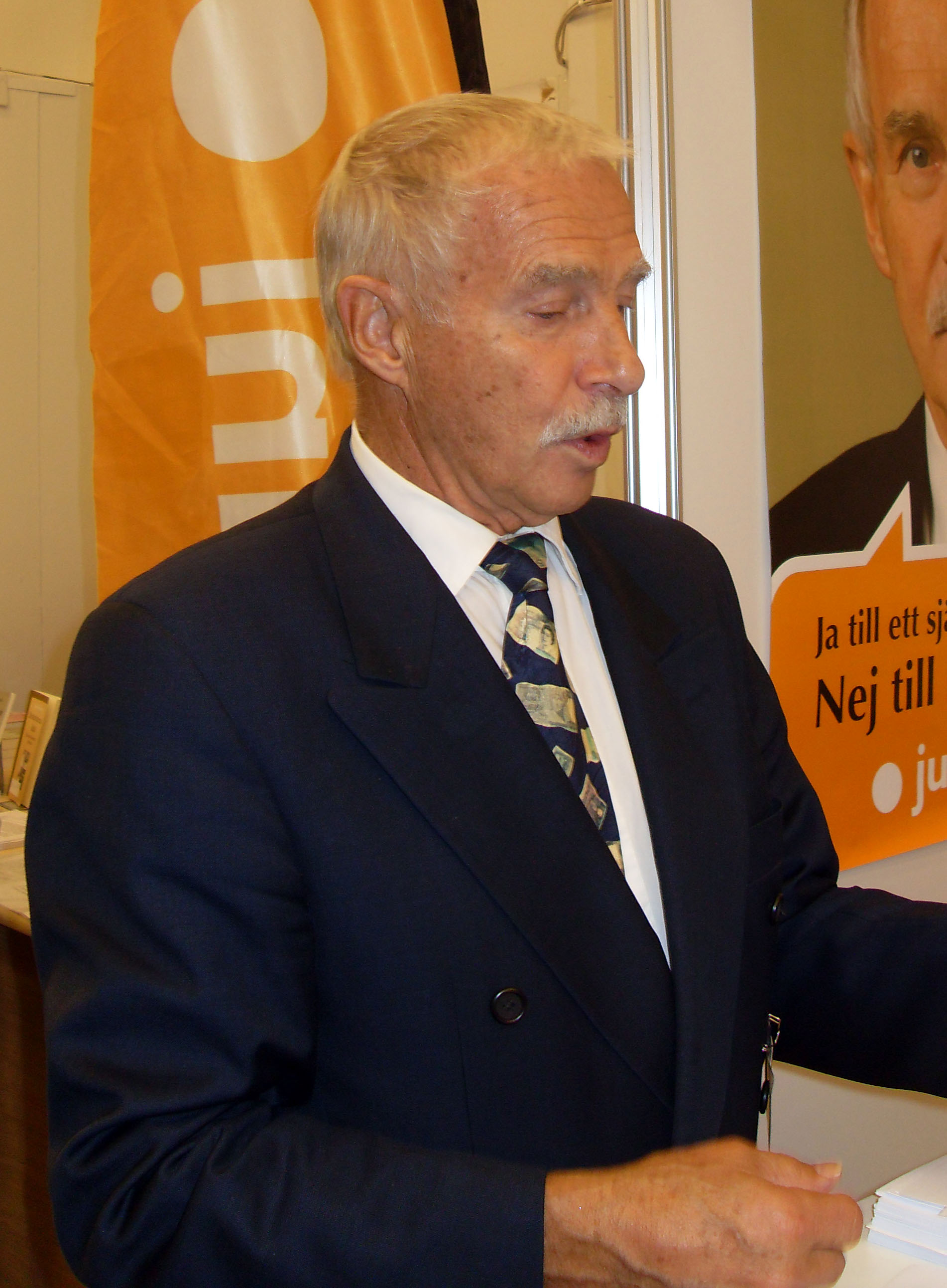
Nils Lundgren, 2008

Nils Lundgren (* 13. Juli 1936 in Skövde) ist ein schwedischer Wirtschaftswissenschaftler und Politiker der Junilistan.

## Leben
Lundgren studierte Wirtschaftswissenschaften an der Universität Stockholm. Als Dozent lehrte er an verschiedenen Universitäten. Er war Mitgründer der Partei Junilistan. Lundgren war von 2004 bis 2009 Abgeordneter im Europäischen Parlament. Dort war er Mitglied im Haushaltskontrollausschuss, im Ausschuss für Industrie, Forschung und Energie sowie in der Delegation im Gemischten Parlamentarischen Ausschuss EU-Türkei. Lundgren schreibt für Ekonomisk debatt.